# Bristol Motor Speedway

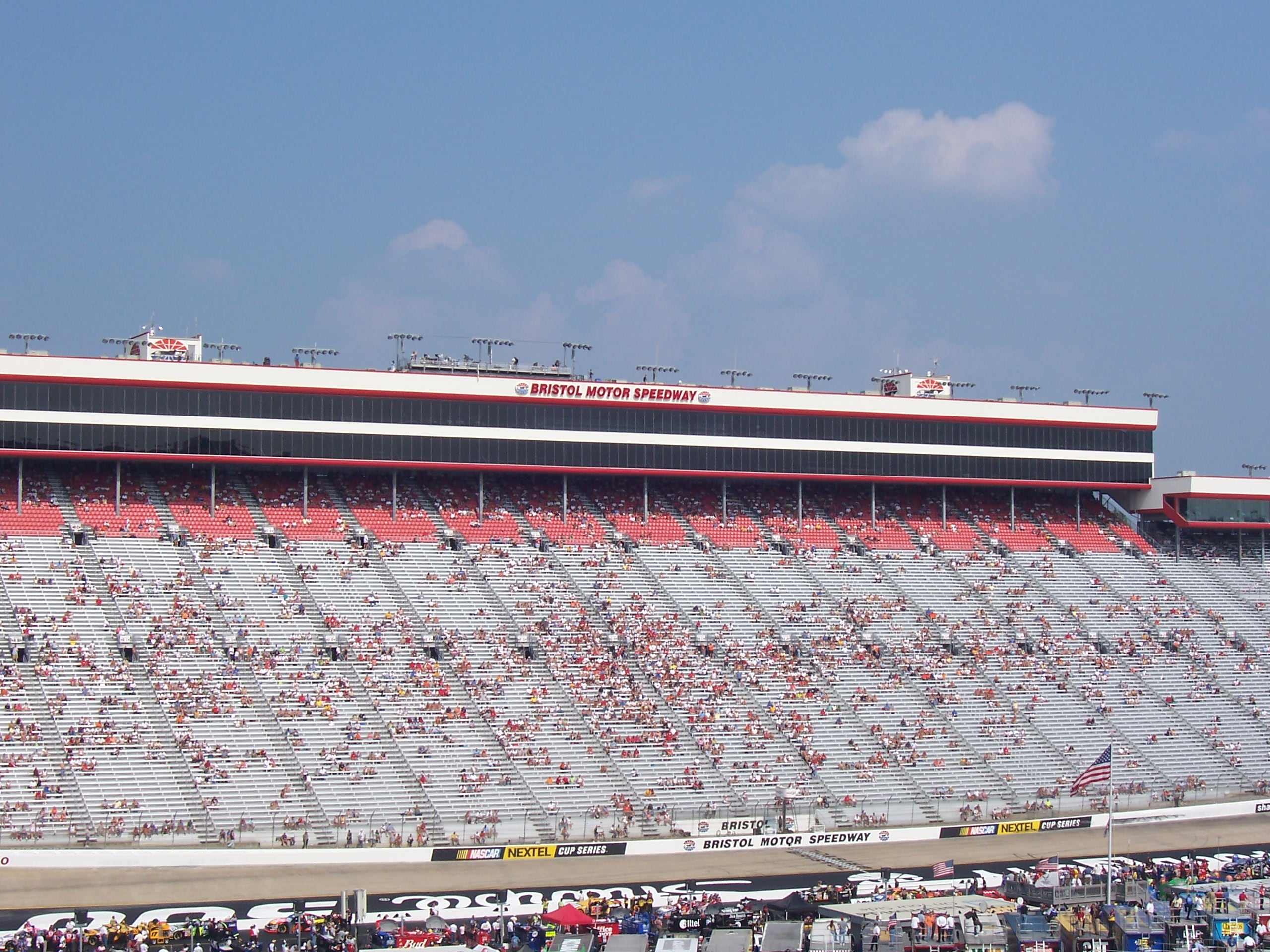
Tribuna principal de Bristol Motor Speedway.

Bristol Motor Speedway (fins a 1978: Bristol International Raceway; malanomenat Thunder Valley, "Vall del Tro") és un oval situat en la ciutat de Bristol, Tennessee, Estats Units. Les tres divisions nacionals de la NASCAR competeixen en el circuit. La NASCAR Cup Series disputa en cada temporada dues carreres de 500 voltes allí: una d'elles a finals de març (de dia) i l'altra a finals d'agost (de nit). Per la seua banda, la NASCAR Nationwide Series acompanya a la Copa NASCAR en ambdues dates, i la NASCAR Truck Series ho fa únicament a l'agost.
El traçat té 0,533 milles (858 metres) d'extensió, inusualment curt pel que fa a altres circuits de la Cup Series, i al mateix temps més peraltat de l'habitual en ovals curts. A causa de la seua grandària, els accidents abunden en cada carrera. Per eixa mateixa raó, és comuna que els pilots de punta abandonen i acaben guanyant pilots desconeguts. El carrer de boxes abasta ambdues rectes, per a permetre que els 43 corredors puguen detenir-se al mateix temps. En 1992, la pista va passar d'estar recoberta d'asfalt a formigó, el que després es va repetir en Dover i Nashville Superspeedway.
Bristol es va inaugurar l'any 1961, un any després d'iniciada la seua construcció. Fins a 1969, l'oval amidava 0,5 milles (804 metres) de llarg i era molt menys peraltat que en l'actualitat. La seua superfície passà a ésser d'asfalt a ciment en 1992, i les tribunes i edificis de boxes es van ampliar i van reconstruir diverses vegades. Bristol té en 2008 una capacitat de 165.000 espectadors.

## Rècords de volta
- NASCAR Cup Series: Ryan Newman, 2003, 14.908 s, 128.709 mph (207,093 km/h)
- NASCAR Nationwide Series: Greg Biffle, 2004, 15.093 s, 127.132 mph (204,555 km/h)
- NASCAR Truck Series: Ken Schrader, 2004, 15.118 s, 126.922 mph (204,217 km/h)

## Guanyadors
| Any  | Cup Series (març) | Cup Series (març) | Cup Series (estiu) | Cup Series (estiu) | Nationwide Series (març) | Nationwide Series (estiu) | Truck Series     |
| Any  | Pilot             | Marca             | Pilot              | Marca              | Pilot                    | Pilot                     | Pilot            |
| ---- | ----------------- | ----------------- | ------------------ | ------------------ | ------------------------ | ------------------------- | ---------------- |
| 1990 | Davey Allison     | Ford              | Ernie Irvan        | Chevrolet          | L. D. Ottinger           | Rick Mast                 | -                |
| 1991 | Rusty Wallace     | Pontiac           | Alan Kulwicki      | Ford               | Bobby Labonte            | Dale Jarrett              | -                |
| 1992 | Alan Kulwicki     | Ford              | Darrell Waltrip    | Chevrolet          | Harry Gant               | Todd Bodine               | -                |
| 1993 | Rusty Wallace     | Pontiac           | Mark Martin        | Ford               | Michael Waltrip          | Todd Bodine               | -                |
| 1994 | Dale Earnhardt    | Chevrolet         | Rusty Wallace      | Ford               | David Green              | Kenny Wallace             | -                |
| 1995 | Jeff Gordon       | Chevrolet         | Terry Labonte      | Chevrolet          | Steve Grissom            | Steve Grissom             | Joe Ruttman      |
| 1996 | Jeff Gordon       | Chevrolet         | Rusty Wallace      | Ford               | Mark Martin              | Jeff Fuller               | Rick Carelli     |
| 1997 | Jeff Gordon       | Chevrolet         | Dale Jarrett       | Ford               | Jeff Burton              | Jimmy Spencer             | Ron Hornaday Jr. |
| 1998 | Jeff Gordon       | Chevrolet         | Mark Martin        | Ford               | Elliott Sadler           | Kevin Lepage              | Ron Hornaday Jr. |
| 1999 | Rusty Wallace     | Ford              | Dale Earnhardt     | Chevrolet          | Jason Keller             | Matt Kenseth              | Jack Sprague     |
| 2000 | Rusty Wallace     | Ford              | Rusty Wallace      | Ford               | Sterling Marlin          | Kevin Harvick             | -                |
| 2001 | Elliott Sadler    | Ford              | Tony Stewart       | Pontiac            | Matt Kenseth             | Kevin Harvick             | -                |
| 2002 | Kurt Busch        | Ford              | Jeff Gordon        | Chevrolet          | Jeff Green               | Jimmy Spencer             | -                |
| 2003 | Kurt Busch        | Ford              | Kurt Busch         | Ford               | Kevin Harvick            | Michael Waltrip           | Travis Kvapil    |
| 2004 | Kurt Busch        | Ford              | Dale Earnhardt Jr. | Chevrolet          | Martin Truex Jr.         | Dale Earnhardt Jr.        | Carl Edwards     |
| 2005 | Kevin Harvick     | Chevrolet         | Matt Kenseth       | Ford               | Kevin Harvick            | Ryan Newman               | Mike Skinner     |
| 2006 | Kurt Busch        | Dodge             | Matt Kenseth       | Ford               | Kyle Busch               | Matt Kenseth              | Mark Martin      |
| 2007 | Kyle Busch        | Chevrolet         | Carl Edwards       | Ford               | Carl Edwards             | Kasey Kahne               | Johnny Benson    |
| 2008 | Jeff Burton       | Chevrolet         | Carl Edwards       | Ford               | Clint Bowyer             | Brad Keselowski           | Kyle Busch       |
| 2009 | Kyle Busch        | Toyota            | Kyle Busch         | Toyota             | Kevin Harvick            | David Ragan               | Kyle Busch       |
| 2010 | Jimmie Johnson    | Chevrolet         |                    |                    | Justin Allgaier          |                           |                  |